# Young Buck
Pour les articles homonymes, voir Buck.
 (février 2008).
Si vous disposez d'ouvrages ou d'articles de référence ou si vous connaissez des sites web de qualité traitant du thème abordé ici, merci de compléter l'article en donnant les références utiles à sa vérifiabilité et en les liant à la section « Notes et références ».
Young Buck, de son vrai nom David Darnell Brown, né le 15 mars 1981 à Nashville, dans le Tennessee, est un rappeur américain. Buck est un ancien membre du groupe UTP Playas. Il dirige son propre label Ca$hville Records, et est membre actuel de la G-Unit. Après sa séparation du groupe en 2008, Buck se réunit avec ses anciens partenaires le 1er juin 2014 à l'événement Summer Jam de Hot 97.

## Biographie
Young Buck commence à rapper à 12 ans et à enregistrer en studio à l'âge de 14 ans. Il signe d'abord chez Cash Money Records, label de Birdman, mais reste constamment mis sur la touche. Le groupe UTP, réunissant Buck, Juvenile et Wacko, ne connaît pas le succès.
En 2001, Young Buck, alors dealer, se fait attaquer chez lui. Il est environ quatre heures du matin quand des hommes cagoulés entrent et le braquent. Buck essaie de se défendre mais reçoit deux balles. Son ami d'enfance, connu sous son pseudonyme de rappeur D-Tay, et qui était sur place, met en fuite les braqueurs en ripostant à son tour par des coups de feu, sauvant la vie à Young Buck. Young Buck et D-Tay sortent ensemble un album intitulé Thuggin Til the End chez Cash Money Records, et un clip, Back on Up, est extrait de l'album.

### G-Unit
En 2002, alors que UTP est en tournée à New York, Buck rencontre 50 Cent et le G-Unit. La relation G-Unit/UTP donne lieu à quelques sons communs notamment A Lil' Bit of Everything. Tony Yayo, membre du G-Unit, allant en prison, 50 propose à Buck de rejoindre son groupe pour l'enregistrement de Beg for Mercy au côté de Lloyd Banks. Beg for Mercy connaît un vif succès notamment grâce à des tubes comme Smile, Poppin Them Thangs ou I Wanna Get Know You en collaboration avec le chanteur RnB Joe. Les fans adoptent Buck tout de suite, séduits par son énergie et sa vivacité. En 2004, le rappeur rencontre quelques problèmes judiciaires : il a poignardé un homme aux MTV Music Awards car ce dernier avait frappé Dr. Dre, et s'est fait arrêter avec Lloyd Banks pour possession d'armes illégales. Tous ces problèmes n'empêchent pas Buck de sortir son premier album chez G-Unit, Straight Outta Cashville, qui rencontre un franc succès dès son lancement.
Mi 2006, il est nommé président du G-Unit South, un sous-label du G-Unit Records avec 50 Cent comme vice-président, avec des artistes du Dirty South. À la fin du mois de septembre de la même année, Young Buck crée sa propre marque de vêtements appelée David Brown Tenakey Clothing. En mars 2007, sort son second album via G-Unit Records, Buck the World, qui reçoit l'éloge du public, l'album faisant des ventes honorables (disque d'or). En avril 2008, 50 cent met à la porte Young Buck de son groupe G-Unit, à la suite d'un clash entre les rappeurs Cashville et 50 Cent, au cours duquel Buck a composé une diss song sur 50 Cent, bien qu'il l'ait nié lors d'une conversation téléphonique. Il en fera d'ailleurs un titre intitulé Taped Conversation. Il reste néanmoins signé sous le label de G-Unit Records.

### Après G-Unit
Après son éviction du groupe, Young Buck multiplie ses apparitions avec le rappeur Game, ce dernier étant en conflit avec 50 Cent et G-Unit. On peut également voir Young Buck en tant que figurant dans le clip My Life de Game avec Lil Wayne. Game invite d'ailleurs Young Buck à son concert pour fêter la sortie de LAX. Sur scène, on a pu entendre Young Buck crier « G-UNOT ! », le cri de ralliement du rappeur Game à l'encontre du G-Unit.
Young Buck sort un nouvel album en 2010, The Rehab, qui ne connaît qu'un bref succès (6 400 ventes la première semaine). Il enregistre également plusieurs mixtapes, qui ne connaissent pas le succès d'antan avec son ex-groupe G-Unit.

## Affaires Judiciaires
En 2011, il est en proie à des problèmes d'argent et au cours d'une perquisition de l'IRS dans sa villa du Tennessee, on découvre une arme de poing et des munitions, crime passible de dix ans de prison. Le 13 juillet 2012, il est condamné à une peine de 18 mois de prison qu'il purge dans le Comté de Yazoo, dans le sud du Mississippi. Il est libéré le 1er octobre 2013.

## Discographie

### Albums studio
- 2004 : Straight Outta Ca$hville
- 2007 : Buck the World

### Albums indépendants
- 2002 : Born to Be a Thug
- 2005 : T.I.P.
- 2007 : They Don't Bother Me
- 2010 : The Rehab

### Albums collaboratifs
- 2000 : Thuggin' Til the End (avec D-Tay)
- 2002 : The Compilation (avec UTP Playas)
- 2003 : Beg for Mercy (avec la G-Unit)
- 2004 : Da Underground Vol. 1 (avec D-Tay)
- 2008 : T.O.S. (avec la G-Unit)
- 2009 : Gang Injunction (avec JT the Bigga Figga)
- 2012 : Salute to the Streetz (avec Savion Saddam)

### Mixtapes
- 2004 : Welcome to the Hood
- 2006 : Case Dismissed – The Introduction of G-Unit South
- 2006 : Chronic 2006
- 2006 : Welcome to the Traphouse
- 2007 : Mr. Ten-A-Key (Product of the South)
- 2009 : Back for the Streets
- 2009 : Back on My Buck Shit
- 2009 : Only God Can Judge Me
- 2010 : Back on My Buck Shit Vol. 2: Change of Plans
- 2012 : Live Loyal Die Rich
- 2012 : Strictly 4 Traps N Trunks 44: Free Young Buck Edition
- 2015 : Before the Beast
- 2015 : 10 Bullets
- 2015 : 10 Bricks
- 2015 : 10 Pints
- 2016 : 10 Bodies
- 2017 : 10 Toes Down

### Singles
| Year      | Song                                                                        | Billboard Hot 100 | Hot R&B/Hip-Hop Songs | Hot Rap Tracks | UK Singles Chart | Album                    |
| --------- | --------------------------------------------------------------------------- | ----------------- | --------------------- | -------------- | ---------------- | ------------------------ |
| 2004      | Let Me In                                                                   | #33               | #15                   | #11            | —                | Straight Outta Ca$hville |
| 2004      | Shorty Wanna Ride                                                           | #17               | #8                    | #6             | —                | Straight Outta Ca$hville |
| 2005      | Look at Me Now/Bonafide Hustler (featuring Mr. Porter, Tony Yayo & 50 Cent) | —                 | —                     | —              | —                | Straight Outta Ca$hville |
| 2005      | Stay Fly (Three 6 Mafia featuring Young Buck, 8 Ball and MJG)               | #13               | #9                    | #3             | #33              | Most Known Unknown       |
| 2006      | Money in the Bank (Lil' Scrappy featuring Young Buck)                       | #45               | #12                   | #11            | —                | Bred 2 Die Born 2 Live   |
| 2006      | I Know You Want Me (featuring Jazze Pha) 1                                  |                   | #11                   | #11            |                  | Buck the World           |
| 2006      | U Aint Goin Nowhere1                                                        |                   | 55                    | 21             |                  | Buck the World           |
| 2008 2013 | I'm Not Ok1 Rage                                                            |                   |                       |                |                  | "Product of The South"   |

### Collaborations et apparitions
- 2003 : Blood Hound feat. 50 Cent sur l'album Get Rich or Die Tryin'
- 2003 : Ride Wit U feat. Joe & Lloyd Banks sur l'album And Then...]'
- 2003 : I'm a Gangsta feat. Juvenile & Skippa sur l'album Dysfunktional Family OST
- 2004 : Work Magic feat. Lloyd Banks sur l'album The Hunger for More
- 2004 : O It's On feat. Petey Pablo sur l'album Still Writing In My Diary: 2nd Entry
- 2004 : Killin Folks feat. MC Eiht & Skip sur l'album Tony Smallz Smoke In Tha City
- 2005 : Hate It Or Love It (G Unit Remix) feat. 50 Cent, Game, Lloyd Banks & Tony Yayo sur l'album The Massacre
- 2005 : I Know You Don't Love Me feat. Tony Yayo, 50 Cent & Lloyd Banks sur l'album Thoughts of a Predicate Felon
- 2005 : Look Alive feat. Ras Kass & Strong Arm Steady sur l'album Institutionalized
- 2005 : Last of a Dying Breed feat. Young Jeezy, Trick Daddy & Lil Will sur l'album Let's Get It: Thug Motivation 101
- 2005 : Stay Fly feat. Three 6 Mafia, 8Ball & MJG sur l'album The Most Known Unknowns
- 2005 : You Already Know feat. Lloyd Banks & 50 Cent sur l'album Réussir ou mourir
- 2005 : Don't Need No Help sur l'album Réussir ou mourir
- 2005 : I'll Whip Ya Head Boy feat. 50 Cent sur l'album Réussir ou mourir
- 2005 : Datz Me feat. YoungBloodZ sur l'album Ev'rybody Know Me
- 2005 : Rompe (Remix) feat. Daddy Yankee & Lloyd Banks sur l'album Barrio Fino En Directo
- 2006 : Give It To Me feat. Mobb Deep sur l'album Blood Money
- 2006 : Undertaker feat. T.I. & Young Dro sur l'album King
- 2006 : Iceman feat. Lloyd Banks, Scarface & 8Ball sur l'album Rotten Apple
- 2006 : Sleep feat. 2Pac & Chamillionaire sur l'album Pac's Life
- 2006 : Money in the Bank feat. Lil' Scrappy sur l'album Bred 2 Die Born 2 Live
- 2006 : Project Niggas feat. Mobb Deep sur la mixtape New York Shit
- 2007 : Fire feat. Nicole & 50 Cent sur l'album Curtis
- 2008 : If I Die 2 Night feat Bun B et Lyfe Jenning sur l'album II Trill